# Yagul

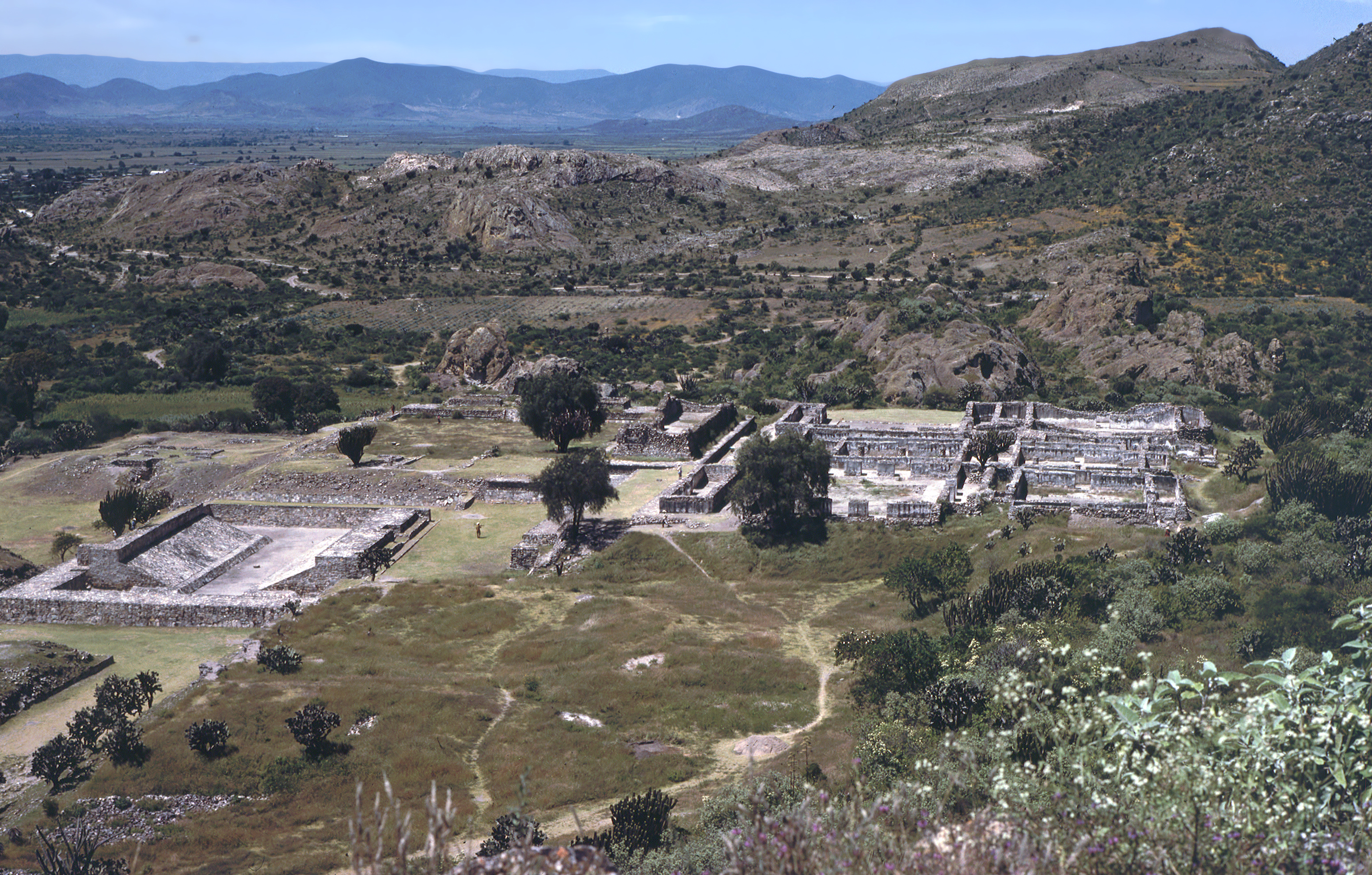
Panorama von Yagul, links Ballspielplatz, rechts Palast

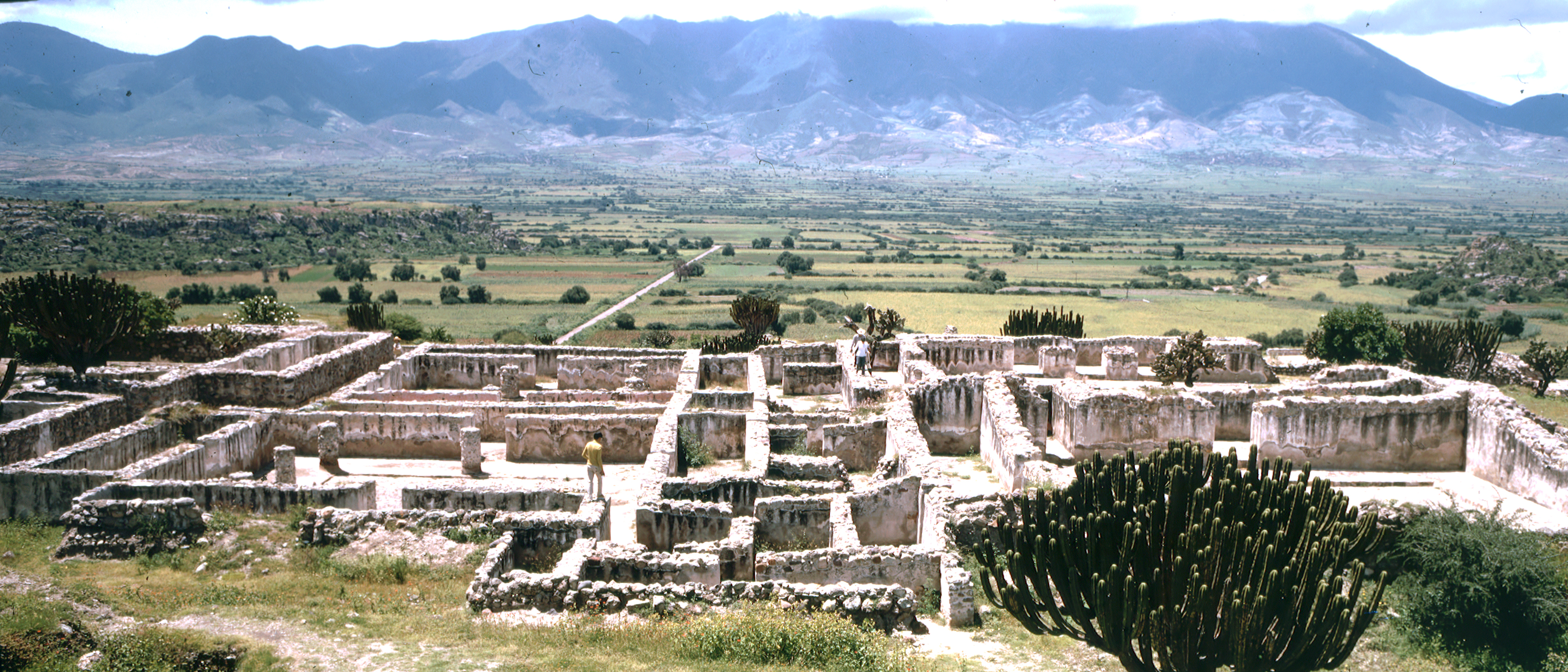
Palast von Yagul

Yagul ist eine präkolumbische Stadtanlage (heute archäologische Ausgrabungsstätte) nahe Tlacolula de Matamoros in Oaxaca, Mexiko. Erste Siedlungsspuren finden sich bereits um das 3. Jahrtausend v. Chr. Die Stadt wurde ab dem 5. Jahrhundert v. Chr. von den Zapoteken, später von den Mixteken errichtet, bewohnt und ausgebaut. Auf dem unmittelbar benachbarten Berggipfel wurde eine Festung errichtet. In der Nähe der Ausgrabung wurden einige reiche Grabstätten aufgedeckt. Um ca. 900 wurden mehrere Pyramiden gebaut, einige Paläste erst um 1300 bis 1400.
Die prähistorischen Höhlen und Bauten von Yagul und Mitla im Tal von Oaxaca sind seit 2010 Teil des UNESCO-Welterbes. 